# Список медалістів Олімпійських ігор зі стрибків з трампліна
Цей список містить усіх медалістів Олімпійських ігор у стрибках з трампліна. Стрибки з трампліна були в програмі всіх зимових Олімпійських ігор. На перших шести Олімпіадах домінували норвежці, які неодмінно виборювали на кожних стрибкових змаганнях принаймні 2 медалі, одна з яких була золотою. У 1980-х роках найкраще виступали фінські спортсмени, а в останні роки почали брати гору австрійці. За медалі також борються німці та представники Східної Європи. На «домашніх» Олімпіадах дуже успішно виступають стрибуни Японії, єдиної неєвропейської країни, чиї спортсмени виборюють медалі. Станом на січень 2022 найтитулованіші стрибуни - чотириразові олімпійські чемпіони фін Матті Нюкянен і швейцарець Сімон Амман, який зробив «дублі» на американських Олімпіадах початку XXI століття.

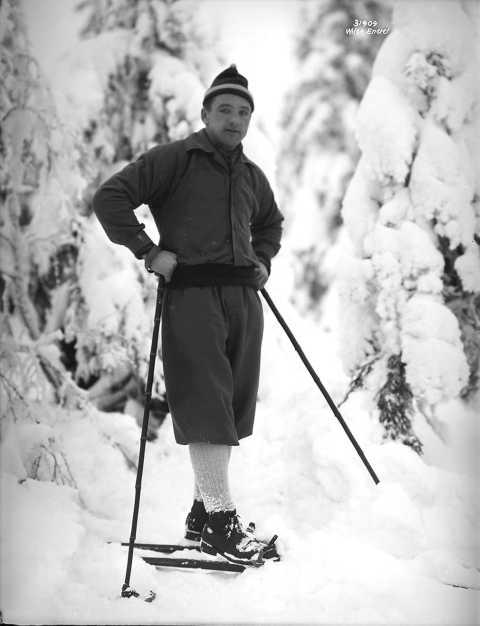
Якоб Тулін Тамс, перший олімпійський чемпіон у стрибках з трампліна

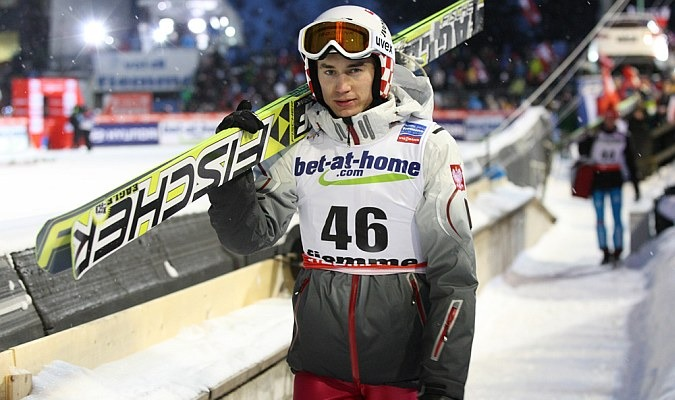
Олімпійський чемпіон 2014 року Каміль Стох

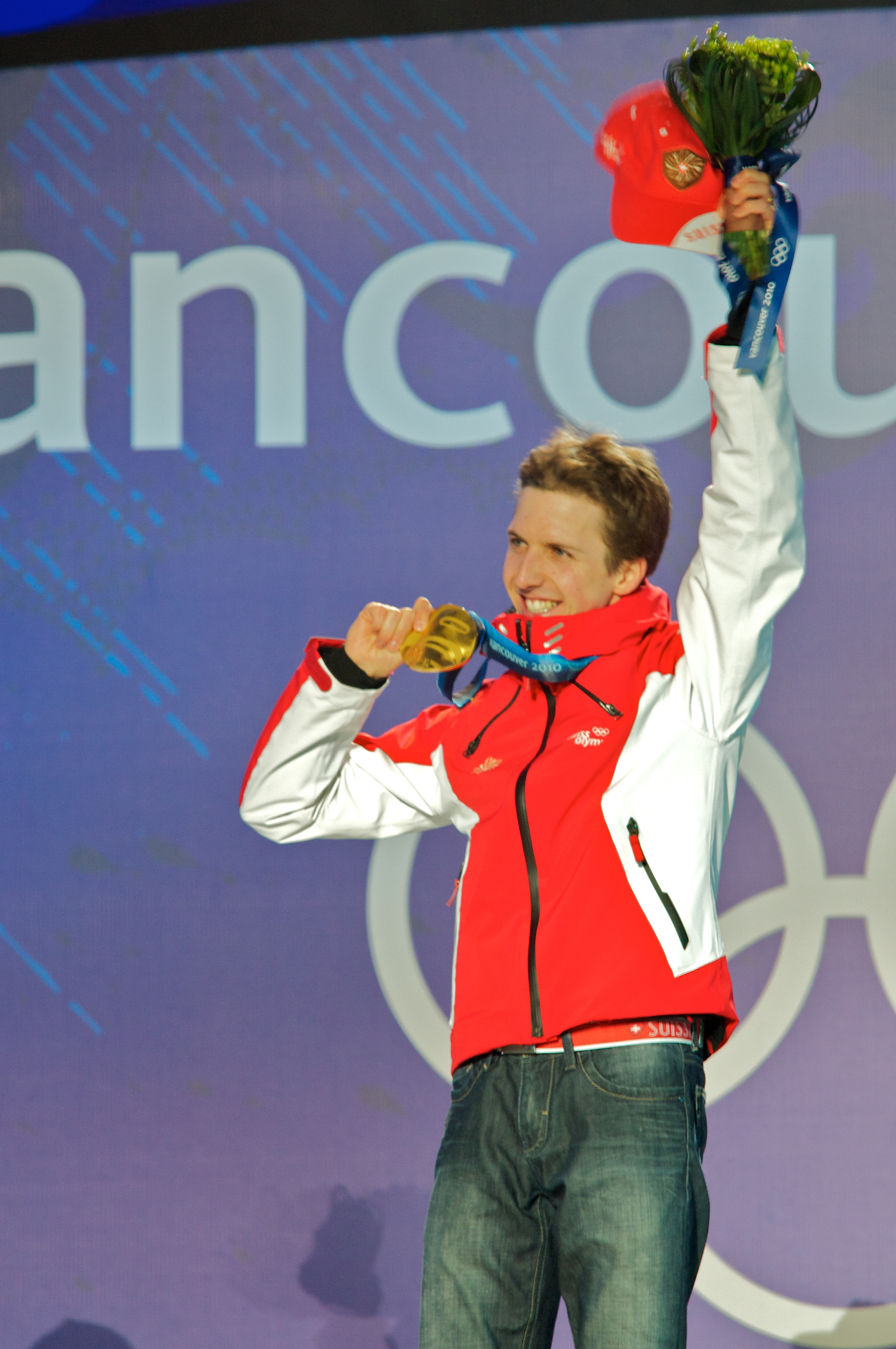
Чотириразовий олімпійський чемпіон Сімон Амман на вершині Ванкуверського подіуму

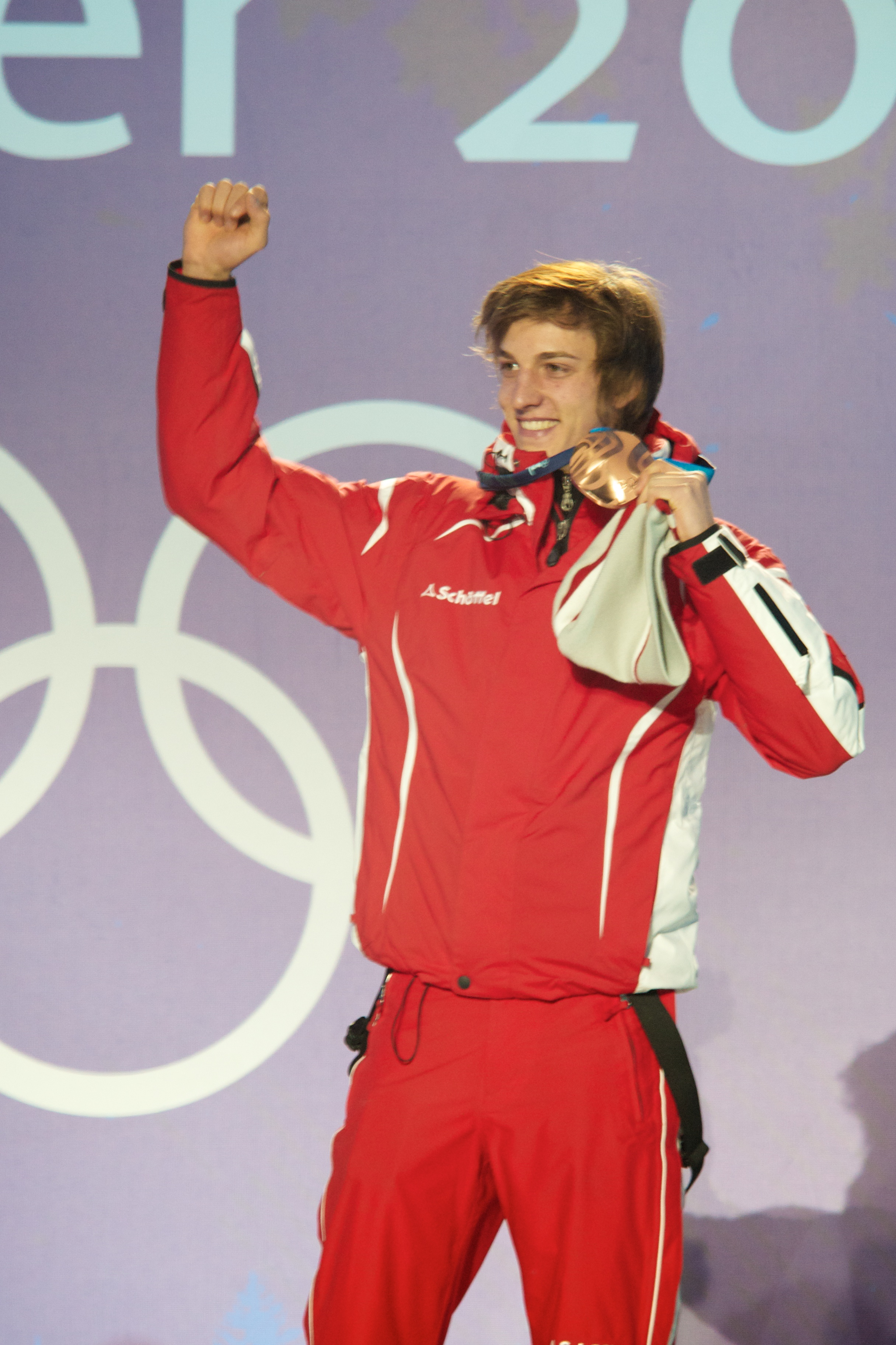
Грегор Шліренцауер зі своєю другою бронзовою медаллю ванкуверської Олімпіади

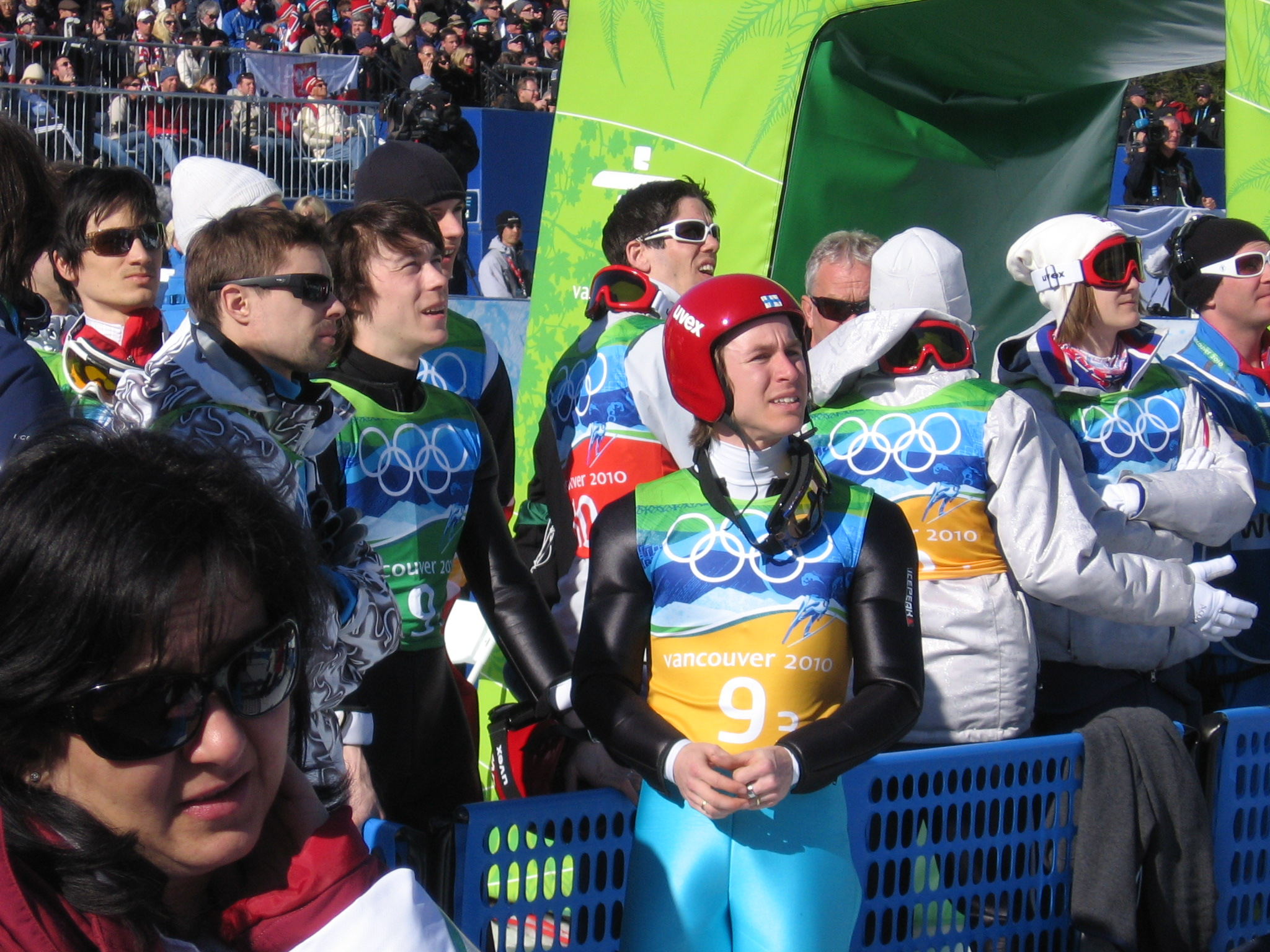
Фінські стрибуни (№ 9) щойно залишилися без нагород командної першості ігор у Ванкувері. Правіше - норвежці, що відібрали у них бронзові медалі.

## Чоловіки

### Особиста першість на нормальному трампліні
| Ігри                | Золото                        | Срібло                                         | Бронза                                    |
| ------------------- | ----------------------------- | ---------------------------------------------- | ----------------------------------------- |
| Інсбрук 1964        | Вейкко Канкконен · Фінляндія  | Торальф Енґан · Норвегія                       | Торґейр Брандтцеґ · Норвегія              |
| Гренобль 1968       | Їржі Рашка · Чехословаччина   | Райнгольд Бахлер · Австрія                     | Бальдур Праймль · Австрія                 |
| Саппоро 1972        | Юкіо Касая · Японія           | Акіцуґу Конно · Японія                         | Сейдзі Аоті · Японія                      |
| Інсбрук 1976        | Ганс-Ґеорґ Ашенбах · НДР      | Йохен Даннеберґ · НДР                          | Карл Шнабль · Австрія                     |
| Лейк-Плесід 1980    | Тоні Іннауер · Австрія        | Манфред Деккерт · НДР · Хірокадзу Яґі · Японія | не вручали, бо був поділ срібної нагороди |
| Сараєво 1984        | Єнс Вайсфлоґ · НДР            | Матті Нюкянен · Фінляндія                      | Ярі Пуйкконен · Фінляндія                 |
| Калгарі 1988        | Матті Нюкянен · Фінляндія     | Павел Плоц · Чехословаччина                    | Їржі Малець · Чехословаччина              |
| Альбервіль 1992     | Ернст Ветторі · Австрія       | Мартін Гелльварт · Австрія                     | Тоні Ніємінен · Фінляндія                 |
| Ліллегаммер 1994    | Еспен Бредесен · Норвегія     | Лассе Оттесен · Норвегія                       | Дітер Тома · Німеччина                    |
| Наґано 1998         | Яні Сойнінен · Фінляндія      | Кадзуйосі Фунакі · Японія                      | Андреас Відгельцль · Австрія              |
| Солт-Лейк-Сіті 2002 | Симон Амман · Швейцарія       | Свен Ганнавальд · Німеччина                    | Адам Малиш · Польща                       |
| Турин 2006          | Ларс Бюстель · Норвегія       | Матті Хаутамякі · Фінляндія                    | Руар Льєкельсей · Норвегія                |
| Ванкувер 2010       | Симон Амман · Швейцарія       | Адам Малиш · Польща                            | Грегор Шліренцауер · Австрія              |
| Сочі 2014           | Каміль Стох · Польща          | Петер Превц · Словенія                         | Андерс Бардаль · Норвегія                 |
| Пхьончхан 2018      | Андреас Веллінгер · Німеччина | Йоганн Андре Форфанг · Норвегія                | Роберт Юганссон · Норвегія                |
| Пекін 2022          | Рьою Кобаясі · Японія         | Мануель Феттнер · Австрія                      | Давід Кубацький · Польща                  |

- Медалі:

| Місце   | Країна          | Золото | Срібло | Бронза | Загалом |
| ------- | --------------- | ------ | ------ | ------ | ------- |
| 1       | Фінляндія (FIN) | 3      | 2      | 2      | 7       |
| 2       | Австрія (AUT)   | 2      | 3      | 4      | 9       |
| 3       | Норвегія (NOR)  | 2      | 3      | 4      | 9       |
| 4       | Японія (JPN)    | 2      | 3      | 1      | 6       |
| 5       | НДР (GDR)       | 2      | 2      | 0      | 4       |
| 6       | Швейцарія (SUI) | 2      | 0      | 0      | 2       |
| 7       | Польща (POL)    | 1      | 1      | 2      | 4       |
| 8       | Чехія (CZE)     | 1      | 1      | 1      | 3       |
| 8       | Німеччина (GER) | 1      | 1      | 1      | 3       |
| 10      | Словенія (SLO)  | 0      | 1      | 0      | 1       |
| Загалом | 10 країн        | 16     | 17     | 15     | 48      |

### Особиста першість на великому трампліні
| Ігри                     | Золото                                         | Срібло                         | Бронза                                  |
| ------------------------ | ---------------------------------------------- | ------------------------------ | --------------------------------------- |
| Шамоні 1924              | Якоб Туллін Тамс · Норвегія                    | Нарве Бонна · Норвегія         | Андерс Гауген · США                     |
| Санкт-Моріц 1928         | Альф Андерсен · Норвегія                       | Сіґмунд Рууд · Норвегія        | Рудольф Буркерт · Чехословаччина        |
| Лейк-Плесід 1932         | Бірґер Рууд · Норвегія                         | Ганс Бек · Норвегія            | Коре Вальберґ · Норвегія                |
| Гарміш-Партенкірхен 1936 | Бірґер Рууд · Норвегія                         | Свен Ерікссон · Швеція         | Рейдар Андерсен · Норвегія              |
| Санкт-Моріц 1948         | Петтер Гуґстед · Норвегія                      | Бірґер Рууд · Норвегія         | Торлейф Ск'єльдеруп · Норвегія          |
| Осло 1952                | Арнфінн Берґманн · Норвегія                    | Торб'єрн Фальканґер · Норвегія | Карл Гольмстрем · Швеція                |
| Кортіна-д'Ампеццо 1956   | Антті Хювярінен · Фінляндія                    | Ауліс Каллакорпі · Фінляндія   | Гаррі Ґлас · Об'єднана німецька команда |
| Скво-Веллі 1960          | Гельмут Рекнаґель · Об'єднана німецька команда | Нійло Халонен · Фінляндія      | Отто Леодольтер · Австрія               |
| Інсбрук 1964             | Торальф Енґан · Норвегія                       | Вейкко Канкконен · Фінляндія   | Торґейр Брандтцеґ · Норвегія            |
| Гренобль 1968            | Володимир Бєлоусов · СРСР                      | Їржі Рашка · Чехословаччина    | Ларс Ґріні · Норвегія                   |
| Саппоро 1972             | Войцех Фортуна · Польща                        | Вальтер Штайнер · Швейцарія    | Райнер Шмідт · НДР                      |
| Інсбрук 1976             | Карл Шнабль · Австрія                          | Тоні Іннауер · Австрія         | Генрі Ґлас · НДР                        |
| Лейк-Плесід 1980         | Йоуко Термянен · Фінляндія                     | Губерт Нойпер · Австрія        | Ярі Пуйкконен · Фінляндія               |
| Сараєво 1984             | Матті Нюкянен · Фінляндія                      | Єнс Вайсфлоґ · НДР             | Павел Плоц · Чехословаччина             |
| Калгарі 1988             | Матті Нюкянен · Фінляндія                      | Ерік Йонсен · Норвегія         | Матяж Дебелак · Югославія               |
| Альбервіль 1992          | Тоні Ніємінен · Фінляндія                      | Мартін Гелльварт · Австрія     | Гайнц Куттін · Австрія                  |
| Ліллегаммер 1994         | Єнс Вайсфлоґ · Німеччина                       | Еспен Бредесен · Норвегія      | Анді Гольдбергер · Австрія              |
| Наґано 1998              | Кадзуйосі Фунакі · Японія                      | Яні Сойнінен · Фінляндія       | Масахіко Харада · Японія                |
| Солт-Лейк-Сіті 2002      | Симон Амман · Швейцарія                        | Адам Малиш · Польща            | Матті Хаутамякі · Фінляндія             |
| Турин 2006               | Томас Моргенштерн · Австрія                    | Андреас Кофлер · Австрія       | Ларс Бюстель · Норвегія                 |
| Ванкувер 2010            | Симон Амман · Швейцарія                        | Адам Малиш · Польща            | Грегор Шліренцауер · Австрія            |
| Сочі 2014                | Каміль Стох · Польща                           | Норіакі Касай · Японія         | Петер Превц · Словенія                  |
| Пхьончхан 2018           | Каміль Стох · Польща                           | Андреас Веллінгер · Німеччина  | Роберт Юганссон · Норвегія              |
| Пекін 2022               | Маріус Ліндвік · Норвегія                      | Рьою Кобаясі · Японія          | Карл Гайгер · Німеччина                 |

- Медалі:

| Місце   | Країна                           | Золото | Срібло | Бронза | Загалом |
| ------- | -------------------------------- | ------ | ------ | ------ | ------- |
| 1       | Норвегія (NOR)                   | 8      | 7      | 7      | 22      |
| 2       | Фінляндія (FIN)                  | 5      | 4      | 2      | 11      |
| 3       | Польща (POL)                     | 3      | 2      | 0      | 5       |
| 4       | Австрія (AUT)                    | 2      | 4      | 4      | 10      |
| 5       | Швейцарія (SUI)                  | 2      | 1      | 0      | 3       |
| 6       | Японія (JPN)                     | 1      | 2      | 1      | 4       |
| 7       | Німеччина (GER)                  | 1      | 1      | 1      | 3       |
| 8       | Об'єднана німецька команда (EUA) | 1      | 0      | 1      | 2       |
| 9       | СРСР (URS)                       | 1      | 0      | 0      | 1       |
| 10      | Чехословаччина (TCH)             | 0      | 1      | 2      | 3       |
| 10      | НДР (GDR)                        | 0      | 1      | 2      | 3       |
| 12      | Швеція (SWE)                     | 0      | 1      | 1      | 2       |
| 13      | Словенія (SLO)                   | 0      | 0      | 1      | 1       |
| 13      | США (USA)                        | 0      | 0      | 1      | 1       |
| 13      | Югославія (YUG)                  | 0      | 0      | 1      | 1       |
| Загалом | 15 країн                         | 23     | 23     | 23     | 69      |

Особиста першість на великому трампліні належить до десяти дисциплін, що були на всіх зимових Олімпійських іграх.

### Командна першість на великому трампліні
| Ігри                | Золото                                                                                   | Срібло                                                                            | Бронза                                                                                    |
| ------------------- | ---------------------------------------------------------------------------------------- | --------------------------------------------------------------------------------- | ----------------------------------------------------------------------------------------- |
| Калгарі 1988        | Фінляндія (FIN) Арі-Пекка Ніккола Матті Нюкянен Туомо Юліпуллі Ярі Пуйкконен             | Югославія (YUG) Примож Улага Матяж Зупан Матяж Дебелак Міран Тепеш                | Норвегія (NOR) Оле Крістіан Ейдгаммер Йон Інґе К'єрум Оле Ґуннар Фід'єстель Ерік Йонсен   |
| Альбервіль 1992     | Фінляндія (FIN) Арі-Пекка Ніккола Міка Лайтінен Рісто Лаакконен Тоні Ніємінен            | Австрія (AUT) Гайнц Куттін Ернст Ветторі Мартін Гелльварт Андреас Фельдер         | Чехословаччина (TCH) Франтішек Єж Томаш Годер Ярослав Сакала Їржі Парма                   |
| Ліллегаммер 1994    | Німеччина (GER) Гансйорґ Єкле Крістоф Дуффнер Дітер Тома Єнс Вайсфлоґ                    | Японія (JPN) Дзін'я Нісіката Таканобу Окабе Норіакі Касай Масахіко Харада         | Австрія (AUT) Гайнц Куттін Хрістіан Мозер Стефан Горнґахер Анді Гольдбергер               |
| Наґано 1998         | Японія (JPN) Таканобу Окабе Хіроя Сайто Масахіко Харада Кадзуйосі Фунакі                 | Німеччина (GER) Свен Ганнавальд Мартін Шмітт Гансйорґ Єкле Дітер Тома             | Австрія (AUT) Райнгард Шварценбергер Мартін Гелльварт Стефан Горнґахер Андреас Відгельцль |
| Солт-Лейк-Сіті 2002 | Німеччина (GER) Міхаель Урман Штефан Гокке Свен Ганнавальд Мартін Шмітт                  | Фінляндія (FIN) Матті Хаутамякі Велі-Матті Ліндстрем Рісто Юссілайнен Янне Ахонен | Словенія (SLO) Дам'ян Фрас Примож Петерка Роберт Кранєц Петер Жонта                       |
| Турин 2006          | Австрія (AUT) Андреас Відгельцль Андреас Кофлер Мартін Кох Томас Моргенштерн             | Фінляндія (FIN) Тамі Кіуру Янне Хаппонен Янне Ахонен Матті Хаутамякі              | Норвегія (NOR) Ларс Бюстель Б'єрн Ейнар Ромерен Томмі Інґебріґтсен Руар Льєкельсей        |
| Ванкувер 2010       | Австрія (AUT) Вольфганг Лойтцль Андреас Кофлер Томас Моргенштерн Грегор Шліренцауер      | Німеччина (GER) Міхаель Ноймаєр Андреас Ванк Мартін Шмітт Міхаель Урман           | Норвегія (NOR) Андерс Бардаль Том Гільде Йоган Ремен Евенсен Андерс Якобсен               |
| Сочі 2014           | Німеччина (GER) Андреас Ванк Марінус Краус Андреас Веллінгер Зеверін Фройнд              | Австрія (AUT) Міхаель Гайбек Томас Моргенштерн Томас Дітгарт Грегор Шліренцауер   | Японія (JPN) Рерухі Сімідзу Такеуті Таку Іто Дайкі Норіакі Касай                          |
| Пхьончхан 2018      | Норвегія (NOR) Даніель-Андре Танде Андреас Стьєрнен Йоганн Андре Форфанг Роберт Юганссон | Німеччина (GER) Карл Гайгер Штефан Лайє Ріхард Фрайтаґ Андреас Веллінгер          | Польща (POL) Мацей Кот Стефан Гуля Давід Кубацький Каміль Стох                            |
| Пекін 2022          | Австрія (AUT) Штефан Крафт Даніель Губер Ян Герль Мануель Феттнер                        | Словенія (SLO) Ловро Кос Цене Превц Тімі Зайц Петер Превц                         | Німеччина (GER) Константін Шмід Штефан Лайє Маркус Айзенбіхлер Карл Гайгер                |

| Медалі  |                      |        |        |        |         |
| Місце   | Країна               | Золото | Срібло | Бронза | Загалом |
| 1       | Німеччина (GER)      | 3      | 3      | 1      | 7       |
| 2       | Австрія (AUT)        | 3      | 2      | 2      | 7       |
| 3       | Фінляндія (FIN)      | 2      | 2      | 0      | 4       |
| 4       | Норвегія (NOR)       | 1      | 0      | 3      | 4       |
| 5       | Японія (JPN)         | 1      | 1      | 1      | 3       |
| 6       | Словенія (SLO)       | 0      | 1      | 1      | 2       |
| 7       | Югославія (YUG)      | 0      | 1      | 0      | 1       |
| 8       | Чехословаччина (TCH) | 0      | 0      | 1      | 1       |
| 8       | Польща (POL)         | 0      | 0      | 1      | 1       |
| Загалом | 9 країн              | 10     | 10     | 10     | 30      |

## Жінки

### Особиста першість на нормальному трампліні
| Ігри           | Золото                  | Срібло                          | Бронза                  |
| -------------- | ----------------------- | ------------------------------- | ----------------------- |
| Сочі 2014      | Каріна Фогт · Німеччина | Даніела Ірашко-Штольц · Австрія | Колін Маттель · Франція |
| Пхьончхан 2018 | Марен Лундбю · Норвегія | Катаріна Альтгаус · Німеччина   | Сара Таканасі · Японія  |
| Пекін 2022     | Урша Богатай · Словенія | Катаріна Альтгаус · Німеччина   | Ніка Крижнар · Словенія |

| Медалі  |                 |        |        |        |         |
| Місце   | Країна          | Золото | Срібло | Бронза | Загалом |
| 1       | Німеччина (GER) | 1      | 2      | 0      | 3       |
| 2       | Словенія (SLO)  | 1      | 0      | 1      | 2       |
| 3       | Норвегія (NOR)  | 1      | 0      | 0      | 1       |
| 4       | Австрія (AUT)   | 0      | 1      | 0      | 1       |
| 5       | Франція (FRA)   | 0      | 0      | 1      | 1       |
| 5       | Японія (JPN)    | 0      | 0      | 1      | 1       |
| Загалом | 6 країн         | 3      | 3      | 3      | 9       |

## Змішані

### Першість змішаних команд на нормальному трампліні
| Ігри       | Золото                                                         | Срібло                                                                                               | Бронза                                                                           |
| ---------- | -------------------------------------------------------------- | --- | -------------------------------------------------------------------------------- |
| Пекін 2022 | Словенія (SLO) Ніка Крижнар Тімі Зайц Урша Богатай Петер Превц | Олімпійський комітет Росії (ROC) Махиня Ірма Георгіївна Данило Садрєєв Ірина Аввакумова Євген Климов | Канада (CAN) Александрія Лутітт Меттью Соукуп Ебіґейл Стрейт Маккензі Бойд-Клаус |

| Медалі  |                                  |        |        |        |         |
| Місце   | Країна                           | Золото | Срібло | Бронза | Загалом |
| 1       | Словенія (SLO)                   | 1      | 0      | 0      | 1       |
| 2       | Олімпійський комітет Росії (ROC) | 0      | 1      | 0      | 1       |
| 3       | Канада (CAN)                     | 0      | 0      | 1      | 1       |
| Загалом | 3 країни                         | 1      | 1      | 1      | 3       |

## Статистика

### Володарі найбільшої кількості медалей (чоловіки)
Чотири чи більше медалей на Олімпійських іграх:
| Спортсмен          | Країна                    | Медальні роки | Золото | Срібло | Бронза | Загалом |
| ------------------ | ------------------------- | ------------- | ------ | ------ | ------ | ------- |
| Матті Нюкянен      | Фінляндія (FIN)           | 1984–1988     | 4      | 1      | 0      | 5       |
| Симон Амман        | Швейцарія (SUI)           | 2002, 2010    | 4      | 0      | 0      | 4       |
| Єнс Вайсфлоґ       | НДР (GDR) Німеччина (GER) | 1984, 1994    | 3      | 1      | 0      | 4       |
| Томас Моргенштерн  | Австрія (AUT)             | 2006–2014     | 3      | 1      | 0      | 4       |
| Каміль Стох        | Польща (POL)              | 2014–2018     | 3      | 0      | 1      | 4       |
| Андреас Веллінгер  | Німеччина (GER)           | 2014–2018     | 2      | 2      | 0      | 4       |
| Грегор Шліренцауер | Австрія (AUT)             | 2010–2014     | 1      | 1      | 2      | 4       |
| Мартін Гелльварт   | Австрія (AUT)             | 1992, 1998    | 0      | 3      | 1      | 4       |
| Адам Малиш         | Польща (POL)              | 2002, 2010    | 0      | 3      | 1      | 4       |
| Матті Хаутамякі    | Фінляндія (FIN)           | 2002–2006     | 0      | 3      | 1      | 4       |

Спортсмени, з найбільшою кількістю медалей в особистій першості. Наведено стрибунів, що здобули принаймні одну золоту медаль, або принаймні дві з однією срібною):
| Спортсмен          | Країна                    | Медальні роки | Золото | Срібло | Бронза | Загалом |
| ------------------ | ------------------------- | ------------- | ------ | ------ | ------ | ------- |
| Симон Амман        | Швейцарія (SUI)           | 2002, 2010    | 4      | 0      | 0      | 4       |
| Матті Нюкянен      | Фінляндія (FIN)           | 1984–1988     | 3      | 1      | 0      | 4       |
| Каміль Стох        | Польща (POL)              | 2014–2018     | 3      | 0      | 0      | 3       |
| Бірґер Рууд        | Норвегія (NOR)            | 1932–1948     | 2      | 1      | 0      | 3       |
| Єнс Вайсфлоґ       | НДР (GDR) Німеччина (GER) | 1984, 1994    | 2      | 1      | 0      | 3       |
| Андреас Веллінгер  | Німеччина (GER)           | 2014–2018     | 1      | 1      | 0      | 2       |
| Торальф Енґан      | Норвегія (NOR)            | 1964          | 1      | 1      | 0      | 2       |
| Їржі Рашка         | Чехія (CZE)               | 1968          | 1      | 1      | 0      | 2       |
| Тоні Іннауер       | Австрія (AUT)             | 1976–1980     | 1      | 1      | 0      | 2       |
| Еспен Бредесен     | Норвегія (NOR)            | 1994          | 1      | 1      | 0      | 2       |
| Яні Сойнінен       | Фінляндія (FIN)           | 1998          | 1      | 1      | 0      | 2       |
| Кадзуйосі Фунакі   | Японія (JPN)              | 1998          | 1      | 1      | 0      | 2       |
| Вейкко Канкконен   | Фінляндія (FIN)           | 1964          | 1      | 1      | 0      | 2       |
| Карл Шнабль        | Австрія (AUT)             | 1976          | 1      | 0      | 1      | 2       |
| Тоні Ніємінен      | Фінляндія (FIN)           | 1992          | 1      | 0      | 1      | 2       |
| Ларс Бюстель       | Норвегія (NOR)            | 2006          | 1      | 0      | 1      | 2       |
| Томас Моргенштерн  | Австрія (AUT)             | 2006–2014     | 1      | 0      | 0      | 1       |
| Якоб Туллін Тамс   | Норвегія (NOR)            | 1924          | 1      | 0      | 0      | 1       |
| Альф Андерсен      | Норвегія (NOR)            | 1928          | 1      | 0      | 0      | 1       |
| Петтер Гуґстед     | Норвегія (NOR)            | 1948          | 1      | 0      | 0      | 1       |
| Арнфінн Берґманн   | Норвегія (NOR)            | 1952          | 1      | 0      | 0      | 1       |
| Антті Хювярінен    | Фінляндія (FIN)           | 1956          | 1      | 0      | 0      | 1       |
| Гельмут Рекнаґель  | Німеччина (GER)           | 1960          | 1      | 0      | 0      | 1       |
| Володимир Бєлоусов | Росія (RUS)               | 1968          | 1      | 0      | 0      | 1       |
| Войцех Фортуна     | Польща (POL)              | 1972          | 1      | 0      | 0      | 1       |
| Йоуко Термянен     | Фінляндія (FIN)           | 1980          | 1      | 0      | 0      | 1       |
| Ганс-Ґеорґ Ашенбах | Німеччина (GER)           | 1976          | 1      | 0      | 0      | 1       |
| Юкіо Касая         | Японія (JPN)              | 1972          | 1      | 0      | 0      | 1       |
| Ернст Ветторі      | Австрія (AUT)             | 1992          | 1      | 0      | 0      | 1       |
| Адам Малиш         | Польща (POL)              | 2002, 2010    | 0      | 3      | 1      | 4       |
| Мартін Гелльварт   | Австрія (AUT)             | 1992, 1998    | 0      | 2      | 0      | 2       |
| Матті Хаутамякі    | Фінляндія (FIN)           | 2002–2006     | 0      | 1      | 1      | 2       |
| Павел Плоц         | Чехія (CZE)               | 1984–1988     | 0      | 1      | 1      | 2       |
| Петер Превц        | Словенія (SLO)            | 2014          | 0      | 1      | 1      | 2       |

### Володарки найбільшої кількості медалей
Спортсменки, з найбільшою кількістю медалей. Наведено стрибунок, що здобули принаймні одну золоту медаль, або принаймні дві з однією срібною)
| Спортсменка       | Країна          | Медальні роки | Золото | Срібло | Бронза | Загалом |
| ----------------- | --------------- | ------------- | ------ | ------ | ------ | ------- |
| Катаріна Альтгаус | Німеччина (GER) | 2018–2022     | 0      | 2      | 0      | 2       |

### Медалей за рік
| × | НОК не існував або не брав участі | # | Кількість медалей, які здобув НОК | – | НОК не здобув жодної медалі |

| НОК                              | 24 | 28 | 32 | 36 | 48 | 52 | 56 | 60 | 64 | 68 | 72 | 76 | 80 | 84 | 88 | 92 | 94 | 98 | 02 | 06 | 10 | 14 | 18 | 22 | Загалом |
| -------------------------------- | -- | -- | -- | -- | -- | -- | -- | -- | -- | -- | -- | -- | -- | -- | -- | -- | -- | -- | -- | -- | -- | -- | -- | -- | ------- |
| Австрія (AUT)                    | –  | –  | –  | –  | –  | –  | –  | 1  | –  | 2  | –  | 3  | 2  | –  | –  | 5  | 2  | 2  | –  | 3  | 3  | 2  | –  | 1  | 26      |
| Чехословаччина (TCH)             | –  | 1  | –  | –  | –  | –  | –  | –  | –  | 2  | –  | –  | –  | 1  | 2  | 1  | ×  | ×  | ×  | ×  | ×  | ×  | ×  | ×  | 7       |
| Фінляндія (FIN)                  | –  | –  | –  | –  | –  | –  | 2  | 1  | 2  | –  | –  | –  | 2  | 3  | 3  | 3  | –  | 2  | 2  | 2  | –  | –  | –  | –  | 22      |
| Франція (FRA)                    | –  | –  | –  | –  | –  | –  | –  | –  | –  | –  | –  | –  | –  | –  | –  | –  | –  | –  | –  | –  | –  | 1  | –  | –  | 1       |
| Німеччина (GER)                  | ×  | –  | –  | –  | ×  | –  | ×  | ×  | ×  | ×  | ×  | ×  | ×  | ×  | ×  | –  | 3  | 1  | 2  | –  | 1  | 2  | 4  | 1  | 14      |
| Об'єднана німецька команда (EUA) | ×  | ×  | ×  | ×  | ×  | ×  | 1  | 1  | –  | ×  | ×  | ×  | ×  | ×  | ×  | ×  | ×  | ×  | ×  | ×  | ×  | ×  | ×  | ×  | 2       |
| НДР (GDR)                        | ×  | ×  | ×  | ×  | ×  | ×  | ×  | ×  | ×  | ×  | 1  | 3  | 1  | 2  | –  | ×  | ×  | ×  | ×  | ×  | ×  | ×  | ×  | ×  | 7       |
| Японія (JPN)                     | ×  | –  | –  | –  | ×  | –  | –  | –  | –  | –  | 3  | –  | 1  | –  | –  | –  | 1  | 4  | –  | –  | –  | 2  | 1  | 1  | 13      |
| Норвегія (NOR)                   | 2  | 2  | 3  | 2  | 3  | 2  | –  | –  | 4  | 1  | –  | –  | –  | –  | 2  | –  | 3  | –  | –  | 4  | 1  | 1  | 5  | –  | 35      |
| Польща (POL)                     | –  | –  | –  | –  | –  | –  | –  | –  | –  | –  | 1  | –  | –  | –  | –  | –  | –  | –  | 2  | –  | 2  | 2  | 2  | 1  | 10      |
| Словенія (SLO)                   | ×  | ×  | ×  | ×  | ×  | ×  | ×  | ×  | ×  | ×  | ×  | ×  | ×  | ×  | ×  | –  | –  | –  | 1  | –  | –  | 2  | –  | 2  | 5       |
| СРСР (URS)                       | ×  | ×  | ×  | ×  | ×  | ×  | –  | –  | –  | 1  | –  | –  | –  | –  | –  | ×  | ×  | ×  | ×  | ×  | ×  | ×  | ×  | ×  | 1       |
| Швеція (SWE)                     | –  | –  | –  | 1  | –  | 1  | –  | –  | –  | –  | –  | –  | –  | –  | –  | –  | –  | –  | –  | –  | –  | –  | –  | –  | 2       |
| Швейцарія (SUI)                  | –  | –  | –  | –  | –  | –  | –  | –  | –  | –  | 1  | –  | –  | –  | –  | –  | –  | –  | 2  | –  | 2  | –  | –  | –  | 5       |
| США (USA)                        | 1  | –  | –  | –  | –  | –  | –  | –  | –  | –  | –  | –  | –  | –  | –  | –  | –  | –  | –  | –  | –  | –  | –  | –  | 1       |
| Югославія (YUG)                  | –  | –  | ×  | –  | –  | –  | –  | ×  | –  | –  | –  | –  | –  | –  | 2  | –  | ×  | ×  | ×  | ×  | ×  | ×  | ×  | ×  | 2       |
| Загалом                          | 3  | 3  | 3  | 3  | 3  | 3  | 3  | 3  | 6  | 6  | 6  | 6  | 6  | 6  | 9  | 9  | 9  | 9  | 9  | 9  | 9  | 12 | 12 | 6  | 153     |

### Всі три медалісти однієї країни
| Ігри             | Дисципліна          | НОК            | Золото         | Срібло        | Бронза              |
| Лейк-Плесід 1932 | Великий трамплін    | Норвегія (NOR) | Бірґер Рууд    | Ганс Бек      | Коре Вальберґ       |
| Санкт-Моріц 1948 | Великий трамплін    | Норвегія (NOR) | Петтер Гуґстед | Бірґер Рууд   | Торлейф Ск'єльдеруп |
| Саппоро 1972     | Нормальний трамплін | Японія (JPN)   | Юкіо Касая     | Акіцуґу Конно | Сейдзі Аоті         |